# Sharla Boehm
Sharla Boehm, née Sharla Perrine le 4 décembre 1929 à Seattle et morte le 14 avril 2023 à Santa Monica, est une informaticienne américaine qui a réalisé un travail pionnier dans la commutation de paquets alors qu'elle travaillait pour RAND Corporation dans les années 1960.

## Biographie
Née à Seattle en 1929, Sharla Perrine a déménagé à Santa Monica trois ans plus tard. Après avoir obtenu son diplôme en mathématiques de l'Université de Californie à Los Angeles, elle a enseigné les mathématiques et les sciences à Santa Monica. Elle a commencé à travailler chez RAND en 1959 où elle a rencontré son futur mari, Barry Boehm.
En 1964, avec son collègue Paul Baran, elle a publié un article intitulé « On Distributed Communications: II. Digital Simulation of Hot-Potato Routing in a Broadband Distributed Communications Network ». Comme son nom apparaît en premier dans l'article original, elle semble avoir été celle qui pratiquait la simulation programmée en Fortran, montrant que la commutation de paquets (ou hot-potato routing (en) comme on l'appelait) pourrait effectivement fonctionner.
Dans « RAND and the Information Evolution », Baran décrit comment Sharla Boehm a réalisé diverses simulations dans différentes conditions, démontrant que le protocole acheminait le trafic efficacement. En particulier, on a découvert que si la moitié du réseau était détruite, le reste se réorganisait et recommençait le routage en moins d'une seconde.
Dans un article de 1996, « An Early Application Generator and Other Recollections », Barry Boehm note que Sharla Boehm « avait développé la simulation de réseau à commutation de paquets originale avec Paul Baran », développement qui l'a conduite à s'impliquer dans le groupe de travail ARPAnet.